# NGC 3454
NGC 3454 is een balkspiraalstelsel in het sterrenbeeld Leeuw. Het hemelobject werd op 17 maart 1831 ontdekt door de Britse astronoom John Herschel.

## Synoniemen
- UGC 6026
- MCG 3-28-30
- ZWG 95.60
- FGC 1155
- KCPG 257A
- PGC 32763